# District de Nooken
Le district de Nooken (en kirghize (langue) : Ноокен району, et « district Lénine » jusqu'en 1992) est un raion de la province de Jalal-Abad dans l'ouest du Kirghizistan. Son chef-lieu est le village de Massy. Sa superficie est de 2 336 km2, et 117 055 personnes y résidaient en 2009.

## Communautés rurales et villages
Le district de Nooken est constitué :
- de la ville de Kotchkor-Ata

et de 8 communautés rurales (aiyl okmotu), regroupant chacune un ou plusieurs villages, :
1. Aral (villages Aral (centre), Internatsional, Rassvet, Chertak-Tash et Cheremushki)
2. Byurgendyu (villages Byurgendyu (centre), Jany-Aryk, Jenish, Kichi-Byurgendyu, Kokandyk, Kurama, Kyzyl-Kyya, Nooshken et Uuru-Jar)
3. Dostuk (villages Shamaldy-Say (centre), Dostuk, Kuduk, Kyzyl-Tuu, Sary-Kamysh et Shyng-Say)
4. Massy (villages Massy (centre), Apyrtan, Besh-Jygach, Beget et Kyzyl-Tuu)
5. Mombekovo (villages Mombekovo (centre), Boston, Jazgak, Jany-Kyshtak, Kok-Tash, Kochkor-Ata, Kurulush et Chek)
6. Nookat (villages Kurulush (centre), Kara-Bulak, Imeni Kirova, Komintern, Kyzyl-Jyldyz, Parakanda et Rakhmanjan)
7. Sakaldy (villages Sakaldy (centre), Arimjan, Bobuy, Kagazdy, Kyzyl-Kyrgyzstan, Chek et Chong-Bagysh)
8. Shaydan (villages Alma (centre), Birdik, Jany-Aryk, Jon-Aryk, Kek-Ajdar, Toskool et Eski-Massy )